# Сибірська монета
Сибі́рська моне́та — мідна монета, що карбувалася з 5 грудня 1763 року по 7 червня 1781 року виключно для обігу в Сибіру. Монети випускав Сузунський монетний двір з коливанської міді.

## Перелік монет
| Матеріал: мідь Гурт: шнур вліво Аверс/реверс: медальне (0°) Маса (г): 1,6 Діаметр (мм): 18 Товщина (мм): 1 | Випуски та тиражі: \| 1779 КМ ? 1778 КМ ? 1777 КМ ? 1776 КМ ? 1775 КМ ? \| 1774 КМ ? 1773 КМ ? 1772 КМ ? 1771 КМ ? 1770 КМ ? \| 1769 КМ ? 1768 КМ ? 1767 КМ ? \| |                               |
| 1779 КМ ? 1778 КМ ? 1777 КМ ? 1776 КМ ? 1775 КМ ?                                                          | 1774 КМ ? 1773 КМ ? 1772 КМ ? 1771 КМ ? 1770 КМ ? | 1769 КМ ? 1768 КМ ? 1767 КМ ? |

| 1779 КМ ? 1778 КМ ? 1777 КМ ? 1776 КМ ? 1775 КМ ? | 1774 КМ ? 1773 КМ ? 1772 КМ ? 1771 КМ ? 1770 КМ ? | 1769 КМ ? 1768 КМ ? 1767 КМ ? |

| Матеріал: мідь Гурт: шнур вліво Аверс/реверс: медальне (0°) Маса (г): 3,35 Діаметр (мм): 21 Товщина (мм): 1 | Випуски та тиражі: \| 1779 КМ ? 1778 КМ ? 1777 КМ ? 1776 КМ ? 1775 КМ ? \| 1774 КМ ? 1773 КМ ? 1772 КМ ? 1771 КМ ? 1770 КМ ? \| 1769 КМ ? 1768 КМ ? 1767 КМ ? 1766 ? \| |                                      |
| 1779 КМ ? 1778 КМ ? 1777 КМ ? 1776 КМ ? 1775 КМ ?                                                           | 1774 КМ ? 1773 КМ ? 1772 КМ ? 1771 КМ ? 1770 КМ ? | 1769 КМ ? 1768 КМ ? 1767 КМ ? 1766 ? |

| 1779 КМ ? 1778 КМ ? 1777 КМ ? 1776 КМ ? 1775 КМ ? | 1774 КМ ? 1773 КМ ? 1772 КМ ? 1771 КМ ? 1770 КМ ? | 1769 КМ ? 1768 КМ ? 1767 КМ ? 1766 ? |

| Матеріал: мідь Гурт: шнур вліво Аверс/реверс: медальне (0°) Маса (г): 6,6 Діаметр (мм): 23 Товщина (мм): 1,8 | Випуски та тиражі: \| 1779 КМ ? 1778 КМ ? 1777 КМ ? 1776 КМ ? 1775 КМ ? \| 1774 КМ ? 1773 КМ ? 1772 КМ ? 1771 КМ ? 1770 КМ ? \| 1769 КМ ? 1768 КМ ? 1767 ? 1767 KM ? 1766 ? \| |                                             |
| 1779 КМ ? 1778 КМ ? 1777 КМ ? 1776 КМ ? 1775 КМ ?                                                            | 1774 КМ ? 1773 КМ ? 1772 КМ ? 1771 КМ ? 1770 КМ ? | 1769 КМ ? 1768 КМ ? 1767 ? 1767 KM ? 1766 ? |

| 1779 КМ ? 1778 КМ ? 1777 КМ ? 1776 КМ ? 1775 КМ ? | 1774 КМ ? 1773 КМ ? 1772 КМ ? 1771 КМ ? 1770 КМ ? | 1769 КМ ? 1768 КМ ? 1767 ? 1767 KM ? 1766 ? |

| Матеріал: мідь Гурт: шнур вліво Аверс/реверс: медальне (0°) Маса (г): 13,1 Діаметр (мм): 28 Товщина (мм): 2 | Випуски та тиражі: \| 1780 КМ ? 1779 КМ ? 1778 КМ ? 1777 КМ ? 1776 КМ ? \| 1775 КМ ? 1774 КМ ? 1773 КМ ? 1772 КМ ? 1771 КМ ? \| 1770 КМ ? 1769 КМ ? 1768 КМ ? 1767 ? 1767 КМ ? \| |                                                |
| 1780 КМ ? 1779 КМ ? 1778 КМ ? 1777 КМ ? 1776 КМ ?                                                           | 1775 КМ ? 1774 КМ ? 1773 КМ ? 1772 КМ ? 1771 КМ ? | 1770 КМ ? 1769 КМ ? 1768 КМ ? 1767 ? 1767 КМ ? |

| 1780 КМ ? 1779 КМ ? 1778 КМ ? 1777 КМ ? 1776 КМ ? | 1775 КМ ? 1774 КМ ? 1773 КМ ? 1772 КМ ? 1771 КМ ? | 1770 КМ ? 1769 КМ ? 1768 КМ ? 1767 ? 1767 КМ ? |

| Матеріал: мідь Гурт: шнур вліво Аверс/реверс: медальне (0°) Маса (г): 32,8 Діаметр (мм): 35 Товщина (мм): 3 | Випуски та тиражі: \| 1780 КМ ? 1779 КМ ? 1778 КМ ? 1777 КМ ? 1776 КМ ? \| 1775 КМ ? 1774 КМ ? 1773 КМ ? 1772 КМ ? 1771 КМ ? \| 1770 КМ ? 1769 КМ ? 1768 КМ ? 1767 КМ ? \| |                                         |
| 1780 КМ ? 1779 КМ ? 1778 КМ ? 1777 КМ ? 1776 КМ ?                                                           | 1775 КМ ? 1774 КМ ? 1773 КМ ? 1772 КМ ? 1771 КМ ? | 1770 КМ ? 1769 КМ ? 1768 КМ ? 1767 КМ ? |

| 1780 КМ ? 1779 КМ ? 1778 КМ ? 1777 КМ ? 1776 КМ ? | 1775 КМ ? 1774 КМ ? 1773 КМ ? 1772 КМ ? 1771 КМ ? | 1770 КМ ? 1769 КМ ? 1768 КМ ? 1767 КМ ? |

| Матеріал: мідь Гурт: шнур вліво Аверс/реверс: медальне (0°) Маса (г): 65,5 Діаметр (мм): 45 Товщина (мм): 4 | Випуски та тиражі: \| 1781 КМ ? 1780 КМ ? 1779 КМ ? 1778 КМ ? 1777 КМ ? 1776 КМ ? \| 1775 КМ ? 1774 КМ ? 1773 КМ ? 1772 КМ ? 1771 КМ ? 1770 КМ ? \| 1769 КМ ? 1768 КМ ? 1767 ? 1767 КМ ? 1766 ? \| |                                             |
| 1781 КМ ? 1780 КМ ? 1779 КМ ? 1778 КМ ? 1777 КМ ? 1776 КМ ?                                                 | 1775 КМ ? 1774 КМ ? 1773 КМ ? 1772 КМ ? 1771 КМ ? 1770 КМ ? | 1769 КМ ? 1768 КМ ? 1767 ? 1767 КМ ? 1766 ? |

| 1781 КМ ? 1780 КМ ? 1779 КМ ? 1778 КМ ? 1777 КМ ? 1776 КМ ? | 1775 КМ ? 1774 КМ ? 1773 КМ ? 1772 КМ ? 1771 КМ ? 1770 КМ ? | 1769 КМ ? 1768 КМ ? 1767 ? 1767 КМ ? 1766 ? |